# سوق الطاقة
سوق الطاقة هي أسواق للمنتجات الأولية التي تتعامل على وجه التحديد مع تجارة وإمداد الطاقة. فقد يشير سوق الطاقة إلى سوق الكهرباء، لكنه يمكن أن يشير أيضًا إلى مصادر أخرى للطاقة. وتأتي عملية تنمية الطاقة في العادة نتيجة وضع الحكومة لسياسة خاصة بالطاقة، تشجع على تطوير تلك صناعة بطريقة تنافسية.
تكوّنت أسواق الطاقة فيما قبل سبعينيات القرن العشرين من هياكل تنظيمية قائمة على الاحتكار. فمعظم احتياطي العالم من البترول كان تحت سيطرة شركات الأخوات السبع. ولكن كل ذلك تغير، عندما نأخذ في الاعتبار التغيرات المحورية التي حدثت في عام 1973 مثل زيادة نفوذ منظمة الأوبك، وانعكاس أزمة البترول على أسواق الطاقة العالمية.

## تحرير الأسواق وتنظيمها
تحررت أسواق الطاقة في العديد من الدول؛ فقد نظمتها هيئات محلية ودولية (بما في ذلك الأسواق الحرة)، بغرض حماية حقوق المستهلك، وتجنب احتكار الأقلية لتلك الأسواق. وتضمنت الهيئات المنظمة لجنة سوق الطاقة الأسترالية في أستراليا، وهيئة سوق الطاقة في سنغافورة، ومنظمة الطاقة في أوروبا، لتحل محل سوق الطاقة الإقليمي لجنوب شرق أوروبا وسوق الطاقة للبلدان النوردية. فتطلب الأمر من أعضاء الاتحاد الأوروبي أن يحرروا أسواقهم الخاصة بالطاقة.
تسعى الهيئات المنظمة إلى عدم تشجيع تقلبات الأسعار، وإصلاح الأسواق عندما يتطلب الأمر، والبحث عن شيء يشير إلى سلوك مضاد للسياسات التنافسية، مثل تشكيل تكتلات احتكارية. تراجعت أسواق الطاقة نتيجة الزيادة في أسعار النفط عام 2003 وزيادة المضاربة في البورصة؛ وعُقدت العديد من المؤتمرات بحلول عام 2008 لمناقشة توجهات سوق الطاقة للأمم المستوردة للبترول. ويتم إصلاح الأسواق في روسيا عن طريق تقديم الأسعار الملائمة وأسعار كافة المستهلكين الروس.

## استهلاك الطاقة في الولايات المتحدة (في الماضي والحاضر)

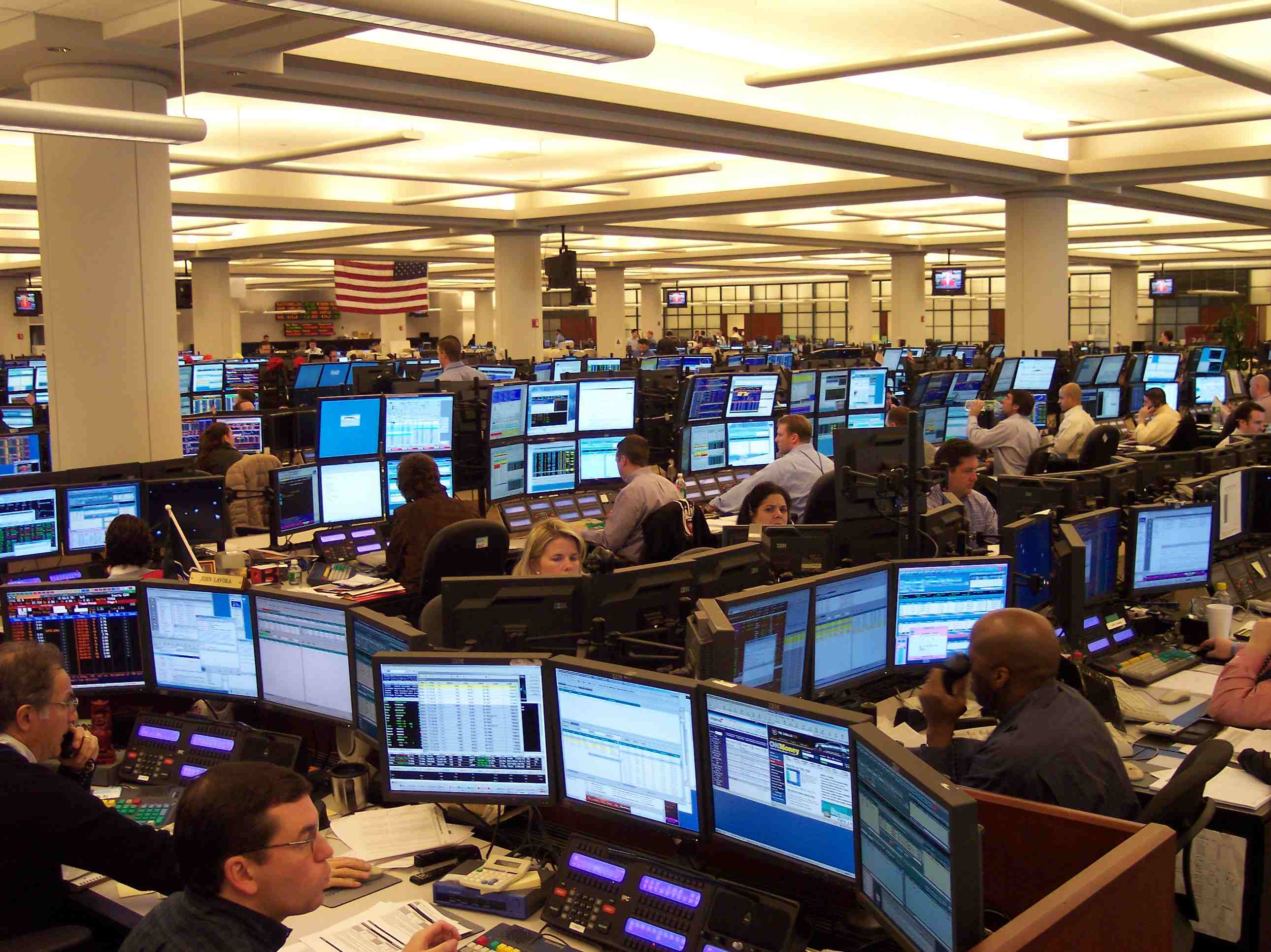
غرفة تداول للطاقة في الولايات المتحدة عام 2004

تستهلك الولايات المتحدة حاليًا ما يزيد عن أربعة تريليونات كيلوواط في الساعة كل عام، لكل تلبي احتياجاتها من الطاقة. وتُظهر البيانات التي تصدرها إدارة معلومات الطاقة الأمريكية أن هناك نموًا مطردًا في استهلاك الطاقة بدأ منذ عام 1990، والذي يُظهر استهلاك الولايات المتحدة لما يقارب 3 تريليون كيلوواط في الساعة من الطاقة في ذلك العام. وتكون مصادر الطاقة المستهلكة تقليديًا في الولايات المتحدة والتي تلبي احتياجاتها عبارة عن النفط، والفحم، والطاقة النووية، والطاقة المتجددة، والغاز الطبيعي.
تقسيم كل نوع من أنواع الوقود كنسبة مئوية من إجمالي استهلاك عام 1993 وفقًا للبيانات التي تقدمها إدارة معلومات الطاقة هو كالتالي: الفحم 53%، الطاقة النووية 19%، الغاز الطبيعي 13%، الطاقة المتجددة 11%، والنفط يوفر 4% من إجمالي احتياجات الطاقة. وأظهرت البيانات في آخر سنة تم تحليلها 2011، أن التقسيم كان كالتالي: الفحم 42%، الطاقة النووية 19%، الغاز الطبيعي 25%، الطاقة المتجددة 13%، وانخفض النفط إلى 1%. وتظهر تلك النسب وجود انخفاض كبير في الطاقة المستهلكة من الفحم، وزيادة ملحوظة في كل من الغاز الطبيعي ومصادر الطاقة المتجددة.

## التوجه نحو الطاقة المتجددة
هناك توجه في السنوات الأخيرة نحو الطاقة المتجددة والمستدامة في الولايات المتحدة. ونتج هذا التوجه بسبب العديد من العوامل التي تشتمل على تهديد التغير المناخي، التكلفة، التمويل الحكومي، الدوافع الضريبية، والأرباح المحتملة في سوق طاقة الولايات المتحدة. ووفقًا لأحدث التوقعات التي قدمتها إدارة معلومات الطاقة وحتى عام 2040، فإن صناعة الطاقة المتجددة سوف تنمو من 13% في عام 2011 إلى توفير 16% من الطاقة في عام 2040. وهذا يعادل 32% من إجمالي النمو خلال تلك الفترة الزمنية. ويمتلك هذا الازدياد الكبير القدرة على أن يكون مربحًا للغاية بالنسبة للشركات التي ترغب في الاستفادة من سوق الطاقة المتجددة في الولايات المتحدة.
تأثر هذا التوجه نحو الطاقة المتجددة باستقرار السوق العالمي. وأدى عدم الاستقرار الاقتصادي مؤخرًا في بلدان الشرق الأوسط وأماكن أخرى، إلى قيام الشركات الأمريكية بمزيد من تطوير الاعتماد الأمريكي على المصادر الأجنبية للطاقة مثل النفط. وهناك العديد من العوامل التي تضعها إدارة معلومات الطاقة في الحسبان بشأن التوقعات بعيدة المدى عن سعة الطاقة المتجددة في الولايات المتحدة، مثل التكلفة المحلية لإنتاج الغاز الطبيعي والنفط، وأسعارهم ومدى توافرهم.